# Tolerancija na ambivalenciju
Tolerancija na ambivalenciju kao termin se u psihoanalizi koristi da opiše simultano postojanje oprečnih osećanja prema istom objektu (osobi, predmetu, pojavi...). Termin je uveo Paul Ojgen Blojler na kongresu švajcarskih psihijatara u Bernu, govoreći o šizofreniji. Opisao je simultano prisustvo kontradiktornih osećanja prema objektu ili osobi koje se ispoljavalo u nerazrešivom suprotstavljanju dve oprečne tendencije u ponašanju (kao što je jesti i ne jesti). 

## Definisanje pojma
Ključne postavke samoga pojma ambivalencije postavili su Sigmund Frojd i Melanija Klajn.

### Sigmund Frojd
U slučaju „čoveka pacova“ Frojd je već ukazao na to da sukobljavanje ljubavi i mržnje prema istoj osobi može objasniti pojedine osobine opsesivnih misli (sumnju, kompulsivnost). U knjizi „Totem i tabu“ Frojd je prihvatio termin. Za njega, ambivalencija potiče iz bazične biseksualnosti ljudskih bića i strukture edipovog kompleksa, što znači da dete može simultano da voli i mrzi svoje roditelje. Frojd termin koristi, u najširem smislu, da bi označio prisustvo u osobi para suprotstavljenih impulsa istog intenziteta. Najčešće je to opozicija između ljubavi i mržnje, koja se često ispoljava kod opsesivnih neuroza i melanholije. U svojim metapsihološkim spisima on dodaje da je gubitak objekta ljubavi, kroz regresiju, ono što dovodi do izazivanja konflikta ambivalencije (ljutnja na izgubljeni objekt ljubavi). U drugoj teoriji instikata Frojd je ambivalenciju video kao deo bazičnog dualizma instikata: instikt života - instikt smrti. Frojd je smatrao neurozu proizvodom konflikta ambivalencije koji nastaje ili zbog toga što su i ljubav i mržnja intenzivne, ili zato što su podjednake snage, ili je kombinacija oba faktora.

### Melanija Klajn
Za Melaniju Klajn ambivalencija je bila ključ u formulisanju njene teorije depresije. Prema njenoj teoriji, u prvoj fazi života odojčeta (paranoidno šizoidna pozicija) dete nema doživljaj majke kao celine, već su njegova iskustva podeljena u dve grupe doživljaja i osećanja se usmeravaju na „parcijalne objekte“. Pozitivna iskustva se odnose na „dobru dojku“ prema kojoj se oseća ljubav, a negativna na „lošu dojku“ prema kojoj se oseća mržnja. Kada dete počne da spaja svoja doživljavanja majke u jednu celinu, u doživljaj osobe (celog objekta) javlja se depresivna anksioznost (depresivna pozicija). Dete postaje svesno da oseća i ljubav i mržnju prema istoj osobi i plaši se sopstvene destruktivnosti koja bi mogla da uništi majku (kao i destruktivnosti objekta ljubavi u koji projektuje sopstvenu agresivnost). Ako pozitivna osećanja preovlađuju, depresivna anksionznost se može prevazići i javlja se potreba za reparacijom (popravljanjem štete). Kada je konflikt intenzivno suprotnih osećanja isuviše jak, može doći do regresije na preambivalentni stadijum (paranoidno šizoidnu poziciju) korišćenjem mehanizma cepanja na dobre i loše aspekte objekta-”parcijalne objekte”. Melanholija je hiperambivalentno stanje intenzivne borbe između ljubavi i mržnje, dok se šizofrenija može smatrati bazično antiambivalentnim procesom gde se suprotstavljeni impulsi radikalno razdvajaju. To se postiže ili tako što se prema istom objektu, u različitom vremenu, oseća i ispoljava samo jedna strana ambivalentnih osećanja u čistom obliku (ili ljubav, ili mržnja), ili tako što se simultano suprotstavljena osećanja usmeravaju na parcijalne objekte koji su odvojeni, podeljeni (cepa se doživljaj osobe na njene delove koji se vole ili mrze, gubi se doživljaj druge ličnosti kao celine). Sposobnost tolerisanja koegzistencije ambivalentnih osećanja je jedna od najbitnijih sposobnosti koje razdvajaju normalnost i patologiju. 
U O.L.I. Integrativnoj Psihodinamskoj Psihoterapiji toleranciju na ambivalenciju, prema funkciji koju obavlja, osnivač O.L.I. metoda, Nebojša Jovanović  naziva “usmerivač psihe” jer je sposobnost tolerisanja oprečnih emocija preduslov sposobnosti odlučivanja. Ako se osoba ne brani od oprečnih emocija, već je u stanju da ih odvaga, sposobna je i da “prelomi”, odluči se. U O.L.I. metodu tolerncija na ambivalenciju spada u bazične emocionalne kompetencije, sposobnosti za obradu i upravljanje emocijama na koje su sastavni delovi složenijih sposobnosti - sposobnosti za ljubav i rad. Rad na razvoju bazičnih emocionalnih kompetencija je osnova O.L.I. Metoda.

## Spoljašnji izvori
- Tolerancija na ambivalenciju i sposobnost za ljubav Архивирано на веб-сајту  (21. фебруар 2014)
- Tolerancija na ambivalenciju i sposobnost za rad Архивирано на веб-сајту  (21. фебруар 2014)
- Paranoid-schizoid position